# Liste von Söhnen und Töchtern der Stadt Faro
Die folgende Liste enthält in der portugiesischen Stadt Faro geborene Persönlichkeiten, chronologisch aufgelistet nach ihrem Geburtsjahr. Die Liste erhebt keinen Anspruch auf Vollständigkeit.

## Bis 1900

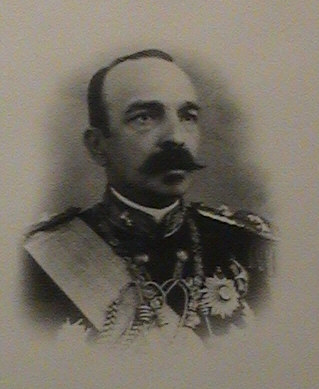
Sebastião Cústodio de Sousa Teles

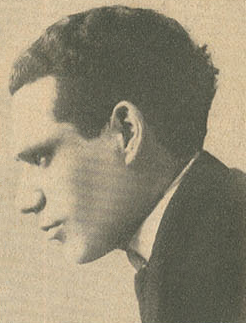
Assis Esperança (1922)

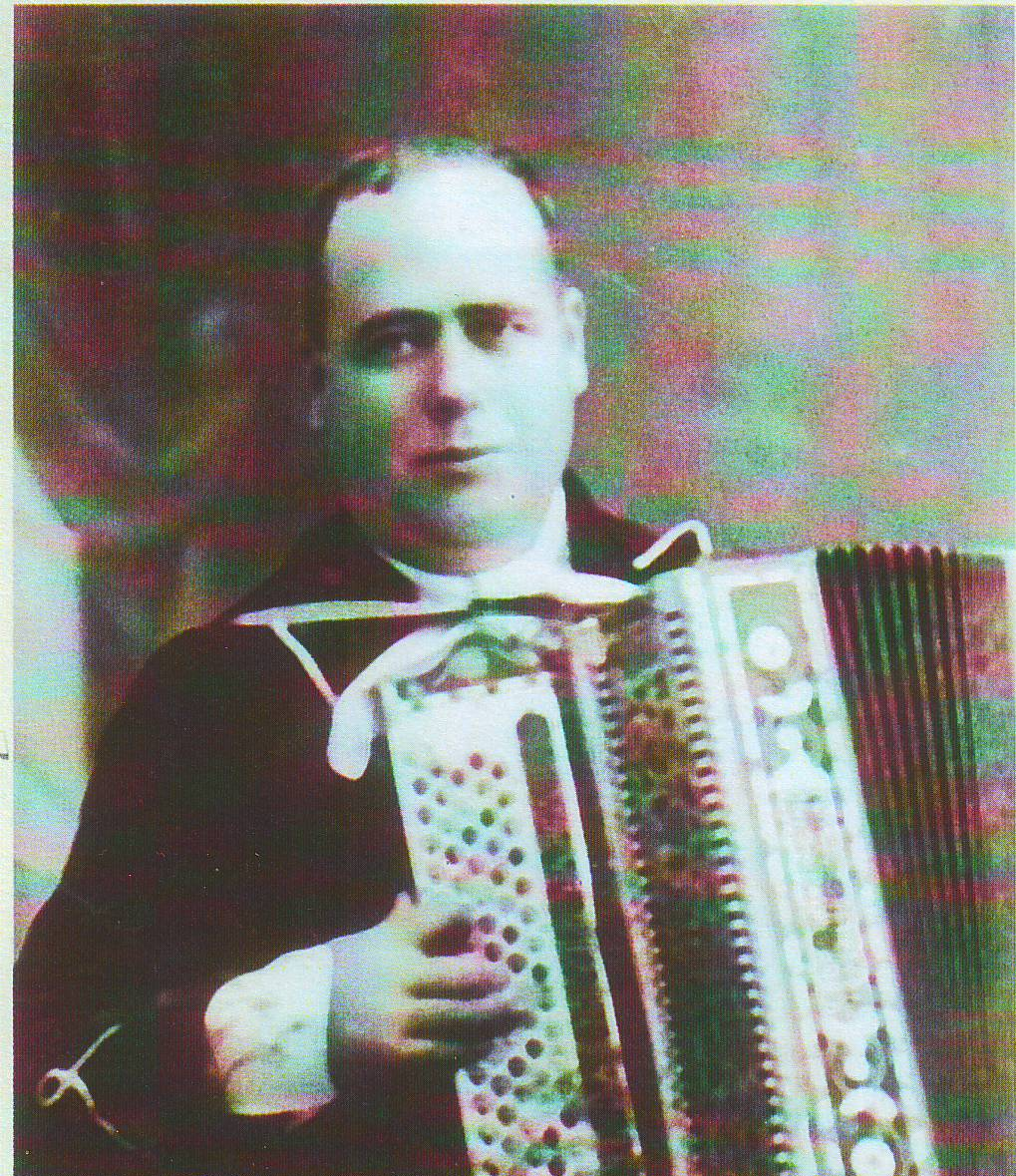
José Ferreiro (1930)

- João Vaz Corte-Real (1429–1496), Ritter und Seefahrer
- Álvaro de Caminha († 1499), Kolonialverwalter
- Francisco Barreto (1520–1573), Militär und Gouverneur
- Diogo Tavares de Ataíde (1711–1765), Architekt und Bildhauer
- Raimundo José da Cunha Matos (1776–1839), Militär, portugiesisch-brasilianischer Historiker
- Manuel José de Bivar Gomes da Costa Weinholtz (1795–1859), Militär und Politiker, Vater des Jerónimo Augusto de Bivar Gomes da Costa
- Guilherme Centazzi (1808–1875), Arzt und Schriftsteller
- Jerónimo Augusto de Bivar Gomes da Costa (1833–1889), Arzt und Kommunalpolitiker, Vater des Manuel de Bivar Gomes da Costa Weinholtz
- José Bento Ferreira de Almeida (1847–1902), Militär, Diplomat, Übersetzer und Politiker, Marineminister ab 1895
- Sebastião Cústodio de Sousa Teles (1847–1921), Militär, Regierungschef 1909
- José de Abreu Machado Ortigão (1854–1939), Militär und Politiker
- Manuel de Bivar Gomes da Costa Weinholtz (1861–1901), Landwirtschaftsingenieur und Kommunalpolitiker
- Maria Veleda (1871–1955), Pädagogin und Journalistin, Aktivistin für Frauenrechte und Republik
- Nascimento Fernandes (1881–1955), Schauspieler
- Raul Pires Ferreira Chaves (1889–1967), Ingenieur und Erfinder
- Maria Alexandrina Pires Ferreira Chaves (1892–1979), Malerin
- António Assis Esperança (1892–1975), Journalist und Schriftsteller
- Judah Bento Ruah (1892–1958), Ingenieur und Fotograf
- José Ferreiro (1895–1967), Akkordeonspieler und Komponist
- Maria Clementina Sá (1897–1947), Schauspielerin

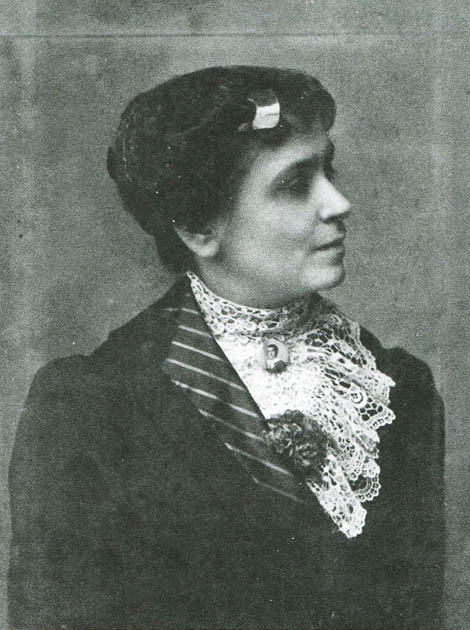
Maria Veleda (1912)

## 1900–1950
- Adelino da Palma Carlos (1905–1992), Rechtsanwalt und Politiker, erster Premierminister nach der Nelkenrevolution 1974
- José António Pinheiro e Rosa (1908–1995), geistlicher Autor
- Tavares Belo (1911–1993), Komponist und Dirigent
- José Pedro Machado (1914–2005), Historiker, Philologe, Bibliograph, Arabist
- Joaquim da Luz Cunha (* 1914), General, Kriegsminister im Estado-Novo-Regime
- José Ferreiro Júnior (1915–1964), Akkordeonspieler in Brasilien, Sohn des José Ferreiro
- Leão Penedo (1916–1976), Drehbuchautor und Schriftsteller
- Leonel Duarte Neves (1921–1996), Meteorologe und Schriftsteller
- António Ramos Rosa (1924–2013), Lyriker, Essayist, Übersetzer und Zeichner
- Fernando de Pádua (* 1927), vielfach ausgezeichneter Chirurg und Hochschullehrer
- Nuno Krus Abecasis (1929–1999), Politiker
- José Maria Nunes (1930–2010), spanisch-portugiesischer Regisseur und Autor
- Alina Vaz (* 1936), Schauspielerin
- Paula Ribas (* 1936), Sängerin
- Filipe Ferrer (1936–2007), Schauspieler und Theater- und Fernsehregisseur
- Manuel Baptista (* 1936), Maler, plastischer Künstler
- Gastão Cruz (1941–2022), Lyriker, Germanist, Übersetzer, Literatur- und Theaterkritiker
- Gabriela Rocha Martins (* 1948), Bibliothekarin, Journalistin und Schriftstellerin, insbesondere Lyrikerin

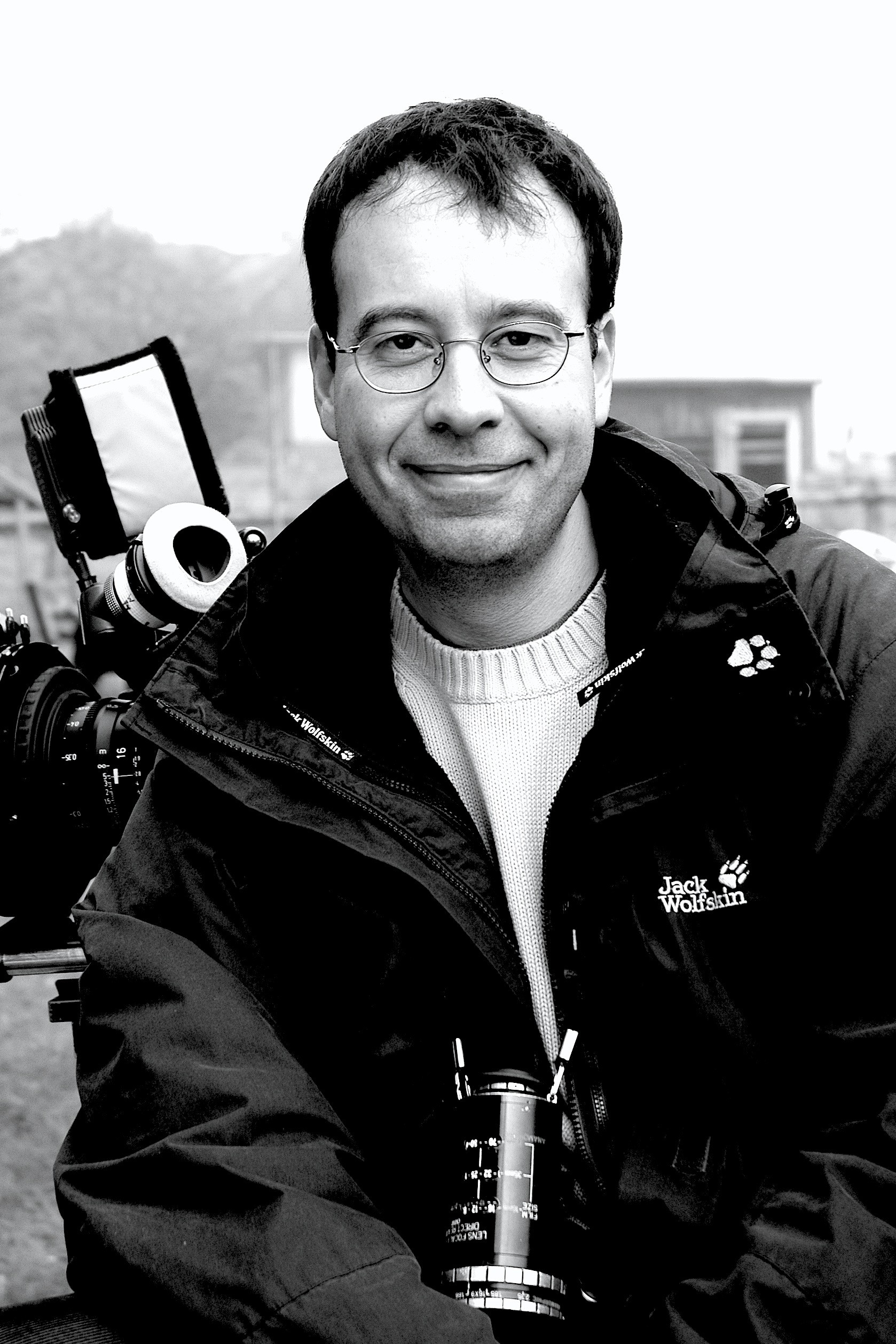
Miguel Alexandre

## Seit 1950
- Carlos Quintas (* 1951), Sänger
- Manuel Balela (* 1956), internationaler Fußballtrainer
- Paulo Querido (* 1960), Journalist und Autor, Internetunternehmer
- Ezequiel Canário (* 1960), Leichtathlet
- Miguel Szymanski (* 1966), deutsch-portugiesischer Journalist
- Miguel Alexandre (* 1968), deutsch-portugiesischer Filmregisseur und Drehbuchautor
- Sara Martins (* 1977), französische Schauspielerin (bekannt u. a. aus der Serie Death in Paradise)
- Irina Coelho (* 1981), Radrennfahrerin
- Frederica Piedade (* 1982), Tennisspielerin
- Fábio Felício (* 1982), Fußballspieler
- Ricardo Mestre (* 1983), Radrennfahrer
- Júlio Resende (* 1982), Jazzmusiker
- João Cajuda (* 1984), Sportakrobatik-Landesmeister 2001, Schauspieler, Sohn des internationalen Fußballtrainers Manuel Cajuda
- Rui Machado (* 1984), Tennisspieler
- Diogo Piçarra (* 1990), Musiker
- João Rodrigues (* 1994), Radrennfahrer
- Inês Murta (* 1997), Tennisspielerin
- Isaac Nader (* 1999), Leichtathlet
- João Virgínia (* 1999), Fußballtorwart
- Vitinha (* 2000), Fußballspieler